# Головино (Белгородская область)
Головино — село в Белгородском муниципальном районе Белгородской области Российской Федерации.

## География
Село расположено в верховьях реки Топлинки, правого притока Северского Донца, в 8,5 км по прямой к юго-западу от областного центра — города Белгорода.

## Этимология
Название Головино, возможно, происходит от фамилии (прозвища) одного из основателей деревни — Тараса Ермолова Головина (уп. 1719) — малороссиянина, крепостного крестьянина белгородского помещика Данилы Васильевича Выродова, отсюда название — деревня Головина. Следует заметить, что поместье — деревня Андреевка упоминается в Переписи населения Белгородского уезда 1719 года, название, вероятно, данное от имени помещика Андрея Никитича Выродова, тогда как, населённый пункт «село Головино» и в скобках «Андреевка»
показано лишь в документах XIX в.; отдельно значится деревня Ново-Николаевка. Три деревни слились в единое село, но старожилы одну половину именуют Андреевкой, другую — Ново-Николаевкой.

## Население
Согласно данным Всесоюзной переписи населения СССР 1979 года численность жителей села составляла 482 чел., в 1989 — 783 чел.; в 1994 — число хозяйств 255 дворов, жителей — 787 чел..
| 2002 | 2010 |
| ---- | ---- |
| 781  | ↗837 |

## История
В Московском государстве
История села начинается с первой половины XVII века. Первопоселенцы — служилые люди Белгородской засечной черты, «испомещённые землёй», — помещики, поселившие здесь крепостных крестьян.
В Российской империи
В 1818 году на средства помещика А. А. Черноглазова, в местечке д. Лонгиновке была построена «каменная» церковь во имя Святого Николая, после чего Головино (Андреевка тож), в дальнейшем значится селом. По данным 1837 года в селе Головино (и Николаевском) значится — 406 душ. До отмены крепостного права головинские крестьяне принадлежали помещикам Куколь-Яснопольским — 170 душ мужского пола, Черноглазовым — 146 душ и Лонгиновым — 116 душ..
По сведениям 1862 года, опубликованным Центральным статистическим комитетом Министерства внутренних дел в 1867 г., значится: «Курской губ. — II. Уезд Белгородский. — стан 2. Головино (Андреевка тож), село казённое и владельческое, при пруде. Расстояние от уездного центра 16 вёрст, в нём становая квартира; число дворов — 60, число жителей — 345 чел. муж. пола, 418 чел. жен. пола. Православная церковь 1 (одна)».
По данным Земской подворной переписи 1884 года, в селе Андреевке (Головино тож) число дворов — 129, жителей мужского пола 361 чел., женского 522 чел. «Кроме ржи и овса крестьяне сеют гречиху, просо, пшеницу, ячмень. Живут не богато, потому что средний надел на двор составляет всего 6,7 десятин. Многие арендуют землю у местных владельцев за деньги и отработки, другие уходят на заработки в экономию господина А. А. Ребиндера — на свекловичные плантации, или в Харьков „по черной работе“».
В СССР
В 1922-1927 годах в Головине образовались: кредитно-сельскохозяйственное товарищество «Новый путь», коммуна «Красный Восток», Каменская сельхозартель, сельхозартель «Крестьянка». В Андреевке — сельхозартель «Согласие», в Николаевке — сельхозтоварищество им. Горького.
К 1930-м годам административное подразделение поселения было оформлено по-новому. В документах Весело-Лопанского района 1932 года числятся совершенно самостоятельные — деревня Андреево (581 чел.), село Головино (390 чел.) и деревня Ново-Николаевка (572 чел.). И хотя в Головино жителей оказалось меньше всего, именно оно стало центром сельсовета, в который кроме названных входили ещё два небольших хутора: Вязигино (7 хуторян) и Червинский (18).
Головино оставалось центром сельсовета и в 1940—1950-е годы. В 1943 году в Головинском сельсовете осуществляли свою деятельность четыре колхоза: «Красная Звезда», «Красное знамя», им. Ватутина, «Путь к социализму».
В 1965 году, в результате проведения Правительством СССР реформы управления народным хозяйством, осуществляемой в 1957—65 годы, четыре колхоза, в том числе варваровский — «Рассвет», нелидовский — «Страна Советов» и головинский — «Путь к социализму» были объединены в одно крупное хозяйство — «Страна Советов».
В Российской Федерации
С 20 декабря 2004 года — согласно Закону Белгородской области № 159 [19], село Головино — административный центр Головинского сельского муниципального поселения, в границах которого находятся села Бехлевка, Болдыревка, Варваровка, Новая Нелидовка, Салтыково, Соловьевка, Старая Нелидовка.

## Инфраструктура
Ныне на территории Головинского сельского поселения действуют: Муниципальное бюджетное учреждение культуры « Головинский сельский дом культуры» (МБУК «Головинский СДК»), в котором функционируют 12 клубных формирований, Сельское отделение почтовой связи «Головино» ФГУП Почта России, Муниципальное образовательное учреждение «Головинская средняя общеобразовательная школа Белгородского района белгородской области» (МОУ «Головинская СОШ»), где обучаются более 200 чел. учащихся, Головинская поселенческая модельная библиотека (филиал № 9), обслуживающая более 1100 чел. читателей, Муниципальное дошкольное образовательное учреждение «Детский сад № 14 с. Головино».
Осуществляют деятельность: Закрытое акционерное общество «Белгородский бройлер» холдинга «Приосколье» — по производству и реализации до 7 тыс. тонн мяса птицы, ООО «Белые горы» — производящее более 30 наименований минеральной и др. газированной воды; несколько фермерских хозяйств, шесть торговых предприятий (магазинов).